# Машка
Машка (рум. Mașca) — село у повіті Клуж в Румунії. Входить до складу комуни Яра.
Село розташоване на відстані 312 км на північний захід від Бухареста, 27 км на південний захід від Клуж-Напоки.

## Населення
За даними перепису населення 2002 року у селі проживали 224 особи.
Національний склад населення села:
| Національність | Кількість осіб | Відсоток |
| -------------- | -------------- | -------- |
| румуни         | 186            | 83,0%    |
| цигани         | 38             | 17,0%    |

Рідною мовою назвали:
| Мова      | Кількість осіб | Відсоток |
| --------- | -------------- | -------- |
| румунська | 186            | 83,0%    |
| циганська | 38             | 17,0%    |